# Carlo Kaffenigg
Carlo Kaffenigg (Trieste, 18 aprile 1917 – 1992) è stato un allenatore di calcio e calciatore italiano, di ruolo mediano.
Era noto anche come Caffeni.

## Carriera
Iniziò la carriera tra le file della Triestina, con la cui maglia il 25 settembre 1938 ottenne la sua unica presenza in Serie A nella partita interna contro la Lucchese vinta dalla sua squadra, che schierava calciatori come Ferruccio Valcareggi e Gino Colaussi, per 2-1; la sua prestazione fu elogiata dal Littoriale. Negli anni seguenti militò in Serie B con le maglie di Fanfulla e (per un anno) Napoli, con la cui maglia giocò solo due gare in Serie B, il pareggio casalingo per 0-0 contro il Padova del 29 novembre 1942 e la vittoria casalinga contro l'Udinese per 2-1 del 17 gennaio 1943, in una stagione in cui i partenopei si piazzarono al terzo posto; in totale collezionò 105 presenze e due reti nella seconda serie italiana. Nella parte finale della carriera giocò nelle serie minori.
A lui è intitolato un torneo per giovanissimi, disputato a Pavia.